# Lilyan Chauvin
Lilyan Chauvin (ur. 6 sierpnia 1925 w Paryżu, zm. 26 czerwca 2008 w Los Angeles) była nominowaną do nagrody Emmy aktorką, prezenterką telewizyjną, reżyser, scenarzystką, byłą wiceprezydent Women in Film, autorką, nauczycielką, prywatną trenerką.
Znana z ról w filmach Złap mnie, jeśli potrafisz oraz Cicha noc, śmierci noc, posiadała pokaźny dorobek gościnnych ról serialowych.